# Lessertia microphylla
Lessertia microphylla là một loài thực vật có hoa trong họ Đậu. Loài này được (Burch. ex DC.) Goldblatt & J.C. Manning mô tả khoa học đầu tiên năm 2000.